# Harald Engblom

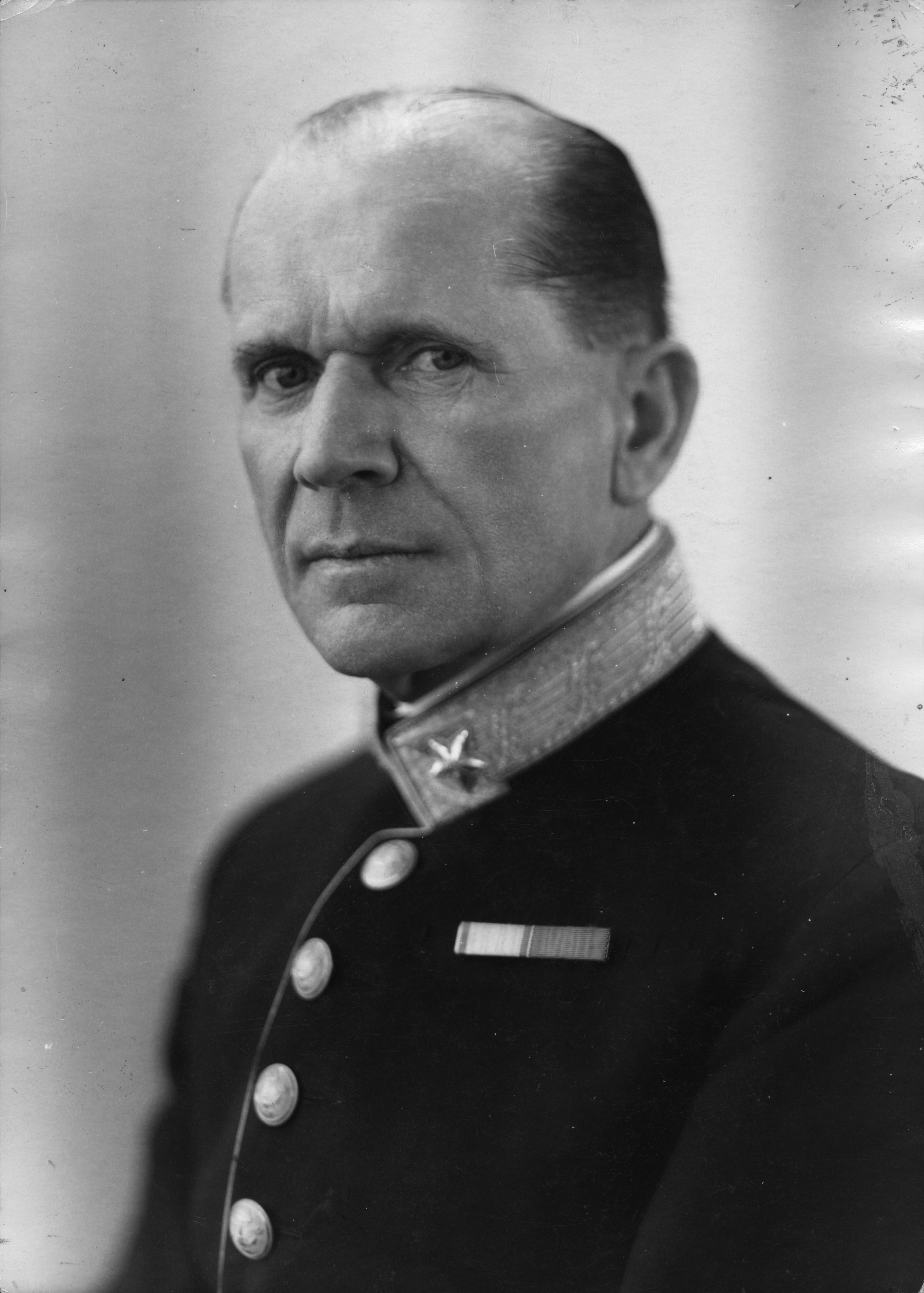
Harald Engblom.

Gustaf Harald Engblom, född 1 april 1886 i Storkyrkoförsamlingen, Stockholm, död 15 december 1958 i Skeppsholms församling, Stockholm
, var en svensk militär (generalmajor).

## Biografi
Engblom avlade studentexamen 1908 och blev underlöjtnant vid kustartilleriet 1907. Han utnämndes till löjtnant 1911 och till kapten 1918.  Engblom var lärare vid Kungliga Sjökrigsskolan 1915–1929, vid Kungliga Sjökrigshögskolan 1923–1930 och sakkunnig i 1926 års beredning beträffande centrala försvarsförvaltningen. Han befordrades till major 1931, till överstelöjtnant 1934, till överste 1935 och till generalmajor 1938. Engblom var sekreterare i krigsmaterielkommissionen 1920–1922, ledamot av krigsunderv:kommissionen 1930–1933 och chef för Vaxholms kustartilleriregemente (KA 1) 1935-1936. Åren 1935–1942 var han därefter kommendant för Vaxholms fästning och åren 1942–1946 chef för Stockholms kustartilleriförsvar samt Stockholms skärgårds försvarsområde.
Engblom var inspektor för Vaxholms samrealskola från 1935, ledamot av Kungliga Krigsvetenskapsakademien samt hedersledamot av Kungliga Örlogsmannasällskapet.
Engblom var son till juveleraren Fredrik Engblom och Josefina Ljungkrantz. Han gifte sig 1915 med Elsa Sundström (1895–1970), dotter till direktören August Sundström och Edith Shaw. Han var far till Gustaf Harry (född 1916) och Elsa Marianne (född 1918). Engblom gravsattes på Galärvarvskyrkogården i Stockholm.

## Utmärkelser
Engbloms utmärkelser:
- Kommendör av 1. klass av Svärdsorden (KSO1kl)
- Riddare av Vasaorden (RVO)
- Kommendör av 2. graden av Danska Dannebrogsorden (KDDO2gr)
- Riddare av Belgiska Leopoldsorden (RBLeopO)
- Riddare av 3. klass av Ryska Sankt Stanislaus-orden (RRS:tStO3kl)
- Riddare av Spanska orden El mérito naval (RSpMerNavO)